# کلارک (میزوری)
کلارک (به انگلیسی: Clark) یک شهر در ایالات متحده آمریکا است که در شهرستان رندولف، میزوری واقع شده‌است. کلارک ۱٫۵۰ کیلومتر مربع مساحت و ۲۹۸ نفر جمعیت دارد و ۲۶۲ متر بالاتر از سطح دریا قرار دارد.